# Brunia trigyna
Brunia trigyna är en tvåhjärtbladig växtart som först beskrevs av Rudolf Schlechter, och fick sitt nu gällande namn av Class.-bockh. och E.G.H.Oliv. Brunia trigyna ingår i släktet Brunia och familjen Bruniaceae. Inga underarter finns listade.